# Жан Еффель
Жан Еффель (фр. Jean Effel,Справжнє ім'я — Франсуа Лєжон (François Lejeune, 12 лютого 1908, Париж — 16 жовтня 1982, Париж) — французький художник-карикатурист. Псевдонім є похідним від його ініціалів F. L.

## Біографія
Франсуа Лєжон народився у 1908 році в сім'ї комерсанта. Він отримав різнобічну освіту, вивчав мови, філософію, музику, малював. Батько мріяв бачити сина своїм наступником. Однак юнака зовсім не цікавила комерція. Посварившись з родиною, він їде з дому з твердим наміром зайнятися драматургією. Лєжон пише п'єсу, пробує свої сили в області живопису.
Несподіваний успіх приносять йому карикатури для газет, з якими він починає співпрацювати з 1933 року. Тоді він і став підписувати свої твори псевдонімом Жан Еффель. З тридцятих років Еффель працює переважно з комуністичними газетами, на сторінках яких з'являються злі карикатури на Гітлера, Герінга, Ріббентропа, Муссоліні, Франко. Під сатиричне перо майстра потрапляють і французькі політики: Лебрен, Бонні, Ерріо та інші.
Під час фашистської окупації Франції Еффель брав участь в русі Опору. Він працював у підпільному «опівнічному видавництві», випускаючи разом з Луї Арагоном і Полем Елюара антифашистські сатиричні листівки.
Розквіт творчості художника припадає на післявоєнний період. Одне з найсильніших його творів — книга«Все ще в окупації», де зібрані найкращі карикатури 1947—1955 років. Дійсно, всі малюнки серії об'єднані спільною ідеєю, про що цілком виразно сказано в авторській передмові:"1947 … Три роки, як ми звільнилися від німців. Але не від визволителів. Навпаки … Окупація триває ".
У цих карикатурах викриваються насильство, брутальність і невігластво американців, які господарювали на французькій землі, розкривається обличчя «визволителів» — від солдатів, які свистять у слід парижанці, до Трумена і Ейзенхауера, які за допомогою «батога і пряника» направляють політику французьких міністрів.
Найвагоміший твір — збірка «Створення світу» (La Création du Monde, 1951) на теми Старого Завіту, за мотивами якого Ісидор Шток написав п'єсу «Божественна комедія».

## Визнання та нагороди
- Золота медаль Всесвітньої ради миру (1958)
- Міжнародна Ленінська премія «За зміцнення миру між народами» (1968)